# هازجة ذات قلنسوة
هازجة ذات قلنسوة (باللاتينية: Setophaga citrina) طائر من فصيلة هوازج العالم الجديد ويتبع لجنس سيتوفاغا.